# Richard Dempsey
Richard Dempsey (Welwyn Garden City, 16 maggio 1973) è un attore britannico, attivo in campo teatrale, televisivo e cinematografico.

## Biografia
Ha fatto il suo debutto sul piccolo schermo all'età di quindici anni interpretando il protagonista Peter Pevensie nella serie televisa Le cronache di Narnia. Due anni più tardi, nel 1990, ha interpretato Jack in occasione della prima britannica del musical di Stephen Sondheim Into the Woods nel West End londinese, in cui ha recitato accanto ad Imelda Staunton e Julia McKenzie.
Dopo essersi perfezionato alla Guildhall School of Music and Drama, nel 1995 è tornato a recitare nel teatro musicale con i musical Honk! (1993) e Fame (1995). Nel corso della sua carriera teatrale ha recitato nel West End, con la Royal Shakespeare Company e con il National Theatre, facendosi apprezzare in ruoli sia maschili che femminili del canone shakespeariano, tra cui Titania e Peter Quince in Sogno di una notte di mezza estate, Lorenzo ne Il mercante di Venezia ed Ermione ne Il racconto d'inverno.
All'attività sulle scene ha continuato ad affiancare quella televisiva, dove è noto soprattutto per il ruolo di Gareth Appleton nella serie Doctors, in cui ha recitato per otto anni. Ha recitato anche in alcuni film, tra cui Genius e 1917.

## Filmografia (parziale)

### Cinema
- Prince of Jutland, regia di Gabriel Axel (1994)
- Il barbiere di Siberia (Сибирский цирюльник), regia di Nikita Sergeevič Michalkov (1998)
- Genius, regia di Michael Grandage (2016)
- 1917, regia di Sam Mendes (2019)
- My Policeman, regia di Michael Grandage (2022)

### Televisione
- Le cronache di Narnia (The Chronicles of Narnia) - serie TV, 8 episodi (1988-1989)
- Le avventure di Sherlock Holmes (The Case-Book of Sherlock Holmes) - serie TV, 1 episodio (1993)
- Wycliffe - serie TV, 1 episodio (1995)
- Doctors - serie TV, 32 episodi (2003-2011)
- Doc Martin - serie TV, 1 episodio (2013)
- Downton Abbey - serie TV, episodio 4x8 (2013)
- Dracula - serie TV, 1x6 (2013)
- Doctor Who - serie TV, episodio 13x9 (2022)